# Weymouth (Massachusetts)
Pour les articles homonymes, voir Weymouth.
Weymouth est une ville située dans le comté de Norfolk, dans l'État du Massachusetts aux États-Unis. Lors du recensement de 2010, sa population s'élevait à 53 743 habitants.

## Personnalités
- Chris Huxley (1987-), joueur professionnel de hockey sur glace.